# Joseph Di Mambro
 (avril 2016).
Si vous disposez d'ouvrages ou d'articles de référence ou si vous connaissez des sites web de qualité traitant du thème abordé ici, merci de compléter l'article en donnant les références utiles à sa vérifiabilité et en les liant à la section « Notes et références ».
Joseph Léonce Di Mambro, dit Jo Di Mambro, né le 19 août 1924 à Pont-Saint-Esprit dans le Gard en France et mort le 5 octobre 1994 à Salvan, canton du Valais en Suisse, est un des deux fondateurs de la secte ésotérique de l'Ordre du Temple solaire.
Le 5 octobre 1994, 48 membres de la secte, dont Di Mambro et l'autre fondateur Luc Jouret, périssent tués par balle et brûlés lors d'un suicide collectif.

## Biographie

### Naissance, enfance, relations familiales
Fils de Rafael Di Mambro, ouvrier d'Italie du Nord et de Fernande, couturière nîmoise. Il est l'aîné de 3 enfants : Florina qui meurt en 1985, écrasée par le passage d'un convoi ferroviaire, bloquée au milieu d'un passage à niveau à la sortie de Pont-Saint-Esprit et Nicolas, mort en juin 2011, à 83 ans dans la même ville. Il effectue tout son cursus scolaire dans une école privée catholique, où élève moyen, il obtient son certificat d'études primaires, suit des cours de violon et va à la messe tous les dimanches jusqu'à l'âge de 20 ans. À la Libération, Rafael Di Mambro disparaît inexplicablement. Ni ses enfants ni sa femme ne sauront ce qui lui est arrivé. Il fut sans doute abattu à la suite de sombres histoires de beuveries.

### Parcours professionnel, traits de caractère et apparence physique
Joseph Di Mambro se marie une première fois le 11 mars 1944 avec Jeannine Saltet (qui mourra en 1999), une musicienne comme lui. Ils auront un enfant particulièrement fragile, Bernard, comédien mort le 25 juillet 2013 à Avignon.
Il va se découvrir une passion pour les bijoux et travaillera pour les autres pendant plusieurs années avant de s'installer comme bijoutier dans sa commune natale en 1965. Parallèlement, il occupe ses loisirs en musique et se produira à plusieurs reprises avec sa femme et ses amis.
S'agissant de son physique : au début des années 1980, Joseph Di Mambro était « petit, ventru, moustachu, presque laid sous une perruque. Ses lunettes de métal doré cerclaient deux yeux clairs. Son langage, plein d'humour, enjoué, au fort accent du Midi, était teinté de tournures provençales ».

### Parcours initiatique et criminel

#### Pratique du spiritisme
Dans les années 1950, Joseph Di Mambro commence à pratiquer le spiritisme et l'occultisme. La rumeur selon laquelle il aurait un don de médium commence à se répandre à Pont-Saint-Esprit. Michel Tabachnik garde un souvenir particulier de sa première rencontre avec Joseph Di Mambro qui a eu lieu en juin 1977 : « j'ai découvert ce soir-là en lui quelqu'un avec qui, pour la première fois, je pouvais ouvrir les portes de mon jardin secret. Bizarrement, je me suis mis en face d'un inconnu à m'étendre sur des sujets dont je n'avais jamais parlé à personne. Lui [...] évoquait la réincarnation, l'existence des esprits, la réalité d'un monde parallèle qui évolue hors de notre espace et de notre temps. [...] Dans un long monologue, il se mit à détailler mon tempérament, mes angoisses, mes intentions, mes ambitions, à cerner dans le moindre détail les points forts et les points faibles de mon caractère. Je suis demeuré sous le choc. [...] Assurément, Di Mambro jouissait d'un don de médium » (Bouc émissaire, pages 49 et 50).
De 1956 à 1970, il est membre de l'AMORC. En 1974, il fonde son propre groupe en Haute-Savoie, le Centre de Préparation à l'Âge Nouveau (CPAN) qui vit en communauté avec ses adeptes. En 1976, il crée la société civile immobilière La Pyramide qui achète une ferme à Collonges-sous-Salève où s'installe une petite communauté qui s'inscrit dans la filiation idéologique de la Rose-Croix. Il est fiché à cette époque comme un escroc par les Renseignements Généraux français. Quand la ferme prend feu en 1979 (une possible escroquerie à l'assurance), il passe à la vitesse supérieure en créant une association à Genève, la Fondation Golden Way dont le but n'est plus simplement financier mais de tisser des liens entre des personnes férues d'occultisme. C'est au sein de cette fondation qu'il rencontre Luc Jouret.

#### Ordre du temple solaire
Joseph Di Mambro crée en 1984 avec Luc Jouret la secte ésotérique de l'Ordre du Temple solaire. Le 5 octobre 1994, 48 membres, dont Di Mambro et Luc Jouret, périssent assassinés par balle et brûlés lors d'un suicide collectif,.